# Soyouz 39
Soyouz 39 est un vol du programme spatial soviétique.
L'équipage rend visite à l'équipe résidente de la station spatiale Saliout 6. Il s'agit du premier vol spatial d'un citoyen mongol.

## Équipage
Les nombres entre parenthèses indiquent le nombre de vols spatiaux effectués par chaque individu jusqu'à cette mission incluse.
- Vladimir Djanibekov (2)
- Jugderdemidiin Gurracha (1)

- Vladimir Liakhov (2) remplaçant
- Maidarzhavyn Ganzorig (0) remplaçant

## Paramètres de la mission
- Masse : 6800 kg
- Périgée : 197.5 km
- Apogée : 282.8 km
- Inclinaison : 51.6°
- Période : 89.01 minutes

## Points importants
L'agence Tass signale le 29 mars 1981 que la station Saliout 6 a effectué 20140 rotations autour de la Terre.